# بوعاز توبوروفسكي
بوعاز توبوروفسكي بالعبرية (בועז טופורובסקי) ولد في 17 يوليو 1980 (سياسي إسرائيلي) عضو بالكنيست الإسرائيلي عن حزب هناك مستقبل (يش عتيد) في الفترة من 2013 حتى 2015 

## حياته
ولد في 17 يوليو 1980 في مستوطنة ريشون لتسيون التحق بالجيش الإسرائيلي لتأدية الخدمة العسكرية برتبة رقيب أول ، درس الحقوق والاقتصاد في جامعة تل أبيب. وخلال دراسته، أصبح توبوروفسكي رئيسًا لاتحاد الطلاب بالجامعة في عام 2005 ، حيث شغل هذا المنصب حتى عام 2007 . وخلال ذلك انتسب إلى مجموعة طلاب الجيل الجديد التي تتبع حزب العمل .
حصل على شهادة البكالوريوس في الحقوق والاقتصاد - وحصل على شهادة الماجستير في الحقوق من جامعة تل أبيب .
في عام 2008 تولي رئاسة إتحاد الطلاب الجامعيين في اسرائيل في نوفمبر 2008 اسس حزب تسابار ( حزب شباب اسرائيل ) وطرح نفسه في انتخابات الكنيست لعام 2009 في الجولة الثامنة عشر، التي حصلت فيها على 0.14٪ فقط من الأصوات ( 4800 صوت) .
في 2011 ترأس شركة ايستا وهى شركة سياحية لديها أكثر من 60 فرعاً في إسرائيل .

## النشاط البرلماني
في إنتخابات الكنيست عام 2013 ترشح على قائمة حزب هناك مستقبل رقم 18 ليصبح عضواً في الكنيست في فترة انعقاد الكنيست التاسعة عشر . تم وضعه على قائمة الحزب في انتخابات 2015 ، وخسر مقعده حيث تم تخفيض الحزب إلى 11 مقعدًا.
شغل المناصب التالية في الكنيست (عضو في لجنة الداخلية وشؤون البيئة - عضو في الجنة المالية - عضو في لجنة العلوم والتكنولوجيا - عضو في لجنة فرعية لميزانية الكنيست ) 
بعد تأليف الحكومة السادسة والثلاثون بعد انتخابات الكنيست الرابعة والعشرون تم انتخابه ليشغل منصب نائب رئيسة الائتلاف ورئيس الكتلة البرلمانية ليش عتيد في الكنيست 